# Конституционен съд на Румъния
Конституционният съд на Румъния е институция, създадена с Конституцията на Румъния от 1991 г., като де факто съдът се конституира и започва работа през 1992 г.
За разлика от Конституционния съд на България, румънският му аналог е в състав от 9 съдии, като в него липсва квота на върховните съдии. Към 2024 г. е в състав от 5 жени и 4-ма мъже, като президентът Клаус Йоханис назначава само жени в този орган.
Конституционният съд на Румъния е компетентен да решава за:
1. конституционносъобразността на законите преди тяхното обнародване;
2. конституционносъобразността на международните договори или други международни споразумения на Румъния;
3. конституционносъобразността на правилника на Парламента;
4. противоконституционност на закони и наредби, по спорове, подигнати пред съдилищата или търговския арбитраж;
5. спорове за компетентност между държавни органи;
6. спазването на процедурата за избор на президент на Румъния и за резултатите от гласуването;
7. наличието на обстоятелства, които оправдават временното упражняване на длъжността президент на Румъния, съобщавайки становището си на парламента и правителството;
8. отстраняването от длъжност на президента на Румъния;
9. спазването на реда за организиране и провеждане на референдуми и да потвърждава резултатите от тях;
10. изпълнението на условията за упражняване на законодателната инициатива на гражданите;
11. конституционносъобразността на политическите партии.

Конституционният съд на Румъния се прославя в света с няколко изключително спорни политически решения през 2024 г. Първото е Решение № 2 от 5 октомври за отстраняването на кандидатката за президент на Румъния Диана Шошоака от надпреварата в президентските избори, а второто е от 6 декември, с което ad hoc анулира резултатите от първия тур на президентските избори в страната, провел се на 1 декември. Водещият кандидат за президент Калин Джорджеску заявява, че това е равнозначно на държавен преврат.